# Ebir-Nari
Ebir-Nari (auch Ebirnari, Eber Nāri) bezeichnete als akkadischer Begriff die achämenidische Satrapie der Transeuphratene (zusammengesetzt aus lat. trans „(hin-)über“, „jenseits“, „auf der anderen Seite“ und altgriech. Εὐφράτης Euphrátēs „Euphrat“) (altpersisch Aṯūrā; aramäisch 'Abar Naharā, 'abar-naharā; hebräisch 'eber hannāhar), die als Region jenseits des Stromes die Gebiete Syrien, Phönizien und Palästina umfasste. Mit der Satrapie Babylonien bildete sie zunächst eine Doppelsatrapie. Dareios I. etablierte sie ab etwa 518 v. Chr. dann als eigene Verwaltungseinheit mit eigenem Satrapen.

## Satrapen
- Hystanes, unter Dareios I. (seit erstem Regierungsjahr als Satrap der gemeinsamen Satrapie Babylonien/Ebir-Nari)
- Addaios (?), unter Xerxes I.
- Megabyzos II., unter Artaxerxes I.
- Belesys I. ab 407 v. Chr. unter Dareios II. und Artaxerxes II.
- Belesys II., unter Artaxerxes II. und Artaxerxes III.
- Mazaios, unter Dareios III.
- Arimmas, unter Alexander dem Großen